# Spinodiadelia spinipennis
Spinodiadelia spinipennis är en skalbaggsart som beskrevs av Stefan von Breuning 1960. Spinodiadelia spinipennis ingår i släktet Spinodiadelia och familjen långhorningar.
Artens utbredningsområde är Madagaskar. Inga underarter finns listade i Catalogue of Life.